# 15. Streichquartett (Beethoven)

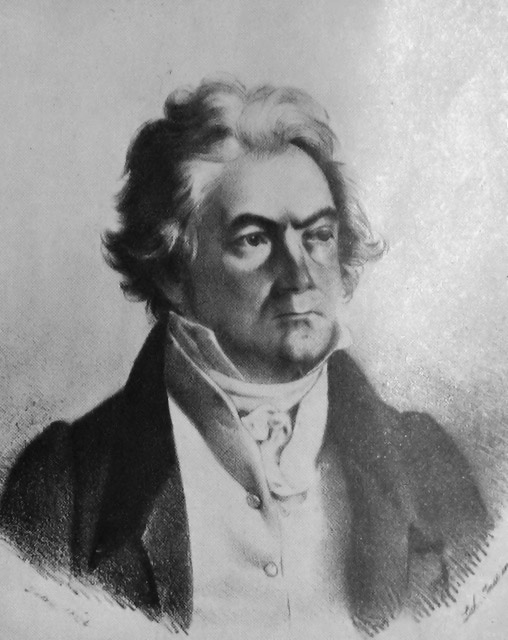
Beethoven-Porträt von Johann Decker aus dem Jahr 1824.

Ludwig van Beethovens Streichquartett Nr. 15 in a-Moll op. 132 entstand im Jahr 1825.

## Entstehung
Es gehört zu den drei von dem russischen Fürsten Nikolai Borissowitsch Golizyn in Auftrag gegebenen Streichquartetten und wurde nach dem Quartett Nr. 12 op. 127 (im Januar 1825 fertiggestellt) und vor Quartett Nr. 13 op. 130 (im Januar 1826 fertiggestellt) im Juli 1825 vollendet. Alle drei Quartette sind dem Auftraggeber gewidmet.
Während der Erstellung von Abschriften, die einerseits für Fürst Golizyn und andererseits für die Uraufführung in Wien durch das Beethoven nahestehende Schuppanzigh-Quartett bestimmt waren, kam es zu Verzögerungen.
So sollte Beethovens Kopist Wenzel Rampl das für die Erstaufführung bestimmte Exemplar selbst kopieren, aus dem Rampl dann ein Exemplar für den russischen Fürsten erstellen sollte. Doch diese Aufgabe kostete Rampl ungewohnte Anstrengung, weil er mit Beethovens schwer lesbarer Notenschrift nicht vertraut war, so dass Beethovens persönlicher Freund Karl Holz, der im Schuppanzigh-Quartett die zweite Violine spielte, die Arbeit zu Ende brachte. Wie Beethoven Karl Holz am 15. August 1825 brieflich bestätigte, enthielten die von ihm angefertigten Kopien nur wenige Fehler.
Weitere Verzögerungen waren durch Beethovens Wutausbrüche bedingt, die zur Weigerung von Wenzel Rampl führten, die Kopierarbeit fortzusetzen. Ein weiterer Grund, warum Fürst Golyzin das Quartett verspätet erhielt, waren Verzögerungen durch die Post zwischen Wien und Sankt Petersburg.

## Satzbezeichnungen
1. Assai sostenuto – Allegro (a-Moll)
2. Allegro ma non tanto (A-Dur)
3. Heiliger Dankgesang eines Genesenen an die Gottheit, in der lydischen Tonart. Molto adagio – neue Kraft fühlend. Andante – Molto adagio – Andante – Molto adagio. Mit innigster Empfindung.
4. Alla Marcia, assai vivace – Più Allegro (A-Dur)
5. Allegro appassionato – Presto (a-Moll)

## Zur Musik
Das Quartett zählt zu Beethovens „späten Quartetten“, beruht jedoch trotz seines für damalige Verhältnisse avantgardistischen und emotionalen Klangs auf einem 5-sätzigen Divertimento, bei dem ein zentraler, ruhiger Teil von Tanzsätzen flankiert wird.
Die drei für Fürst Golizyn komponierten Quartette weisen eine Parallele zu den „Rasumowsky-Quartetten“ auf. In beiden Fällen steht jeweils das mittlere Quartett in einer Moll-Tonart, während die beiden anderen in Dur stehen.
Die in op. 132 verwendete Tonart a-Moll wurde von Komponisten wie Joseph Haydn, Wolfgang Amadeus Mozart und auch Beethoven selbst selten verwendet. Vorher hatte Beethoven diese Tonart lediglich in seiner Violinsonate Nr 4 op. 23 (1800), in seiner „Kreutzer-Sonate“ (1802/03) sowie in „Für Elise“ (1810) verwendet; die „Kreutzer-Sonate“ weist im Satzplan sogar einige Parallelen zum a-Moll-Quartett auf.
Einen ursprünglich für dieses Quartett gedachten Alla-danza-tedesca-Satz in A-Dur transponierte Beethoven nach G-Dur und setzte ihn als vierten Satz seines Streichquartett Nr. 13 B-Dur op. 130 ein.

### Erster Satz
Der erste Satz kontrastiert zum direkt zuvor entstandenen Es-Dur-Quartett, indem es einerseits aus Diskontinuität und Kontrasten besteht und andererseits mit der Umsetzung der Sonatensatzform noch fortschrittlicher umgeht als das Es-Dur-Quartett.
Dem Satz liegt, wie den ersten Sätzen des Streichquartett Nr. 13 B-Dur op. 130 (und damit auch der „Großen Fuge“) und des Streichquartett Nr. 14 cis-Moll op. 131, die Viertongruppe gis-a-f-e zugrunde. Anders als im cis-Moll-Quartett sind die beiden Sekunden der Viertongruppe mit deren Sexte durch eine kleine Sekunde miteinander verbunden. Emil Platen meint zu der Verwendung der Viertongruppe: „Daraus jedoch ableiten zu wollen, es handle sich um einen Sinnzusammenhang der drei Quartette, um eine Einheit höherer Ordnung, einen ›riesenhaften Zyklus‹, der dann ja auch eigentlich in ununterbrochener Folge aufgeführt werden müßte, halte ich für verfehlt.“. Lewis Lockwood wies darauf hin, dass dieses der Notenfolge „B-A-C-H“ nahestehende Thema dem der Fuge Nr. 4 cis-moll aus dem ersten Band von Johann Sebastian Bachs „Wohltemperierten Klavier“ ähnlich ist. Erwähnenswert ist in diesem Zusammenhang, dass Beethoven schon lange zuvor Skizzen für eine lange geplante Bach-Ouvertüre (mit dem B-A-C-H-Motiv als Grundlage) notiert hatte, die aber nicht zustande kam.
Der Satz beginnt mit einer langsamen Einleitung. Während die ersten Takte vom Cello getragen werden übernimmt im kurz darauf folgenden Allegro vor allem die 1. Violine mit virtuosen auf- und abschreitenden Sechzehntelläufen die Führung. Dieser Kontrast wird durch abwechselnde ruhige und schnelle Passagen im Verlauf des Satzes weiter verstärkt, bis die 1. Violine schließlich unter Staccatoschlägen der anderen drei Streicher in den Schlussakkord a-Moll einstimmt.

### Zweiter Satz
Schon früh hatte sich unter den Interpreten die Ansicht etabliert, der zweite Satz sei ein „Scherzo“. Dieser Irrtum geht auf eine Rezension nach der ersten öffentlichen Aufführung zurück.
Der zweite Satz steht, in starkem Kontrast zum a-Moll des ersten Satzes, in dessen Varianttonart A-Dur. Der dadurch hervorgerufene Stimmungswechsel wird durch das geänderte Zusammenspiel der Streicher noch verstärkt. Aufstrebenden, unisono gespielten Dreierfiguren folgen wechselnde Verzierungen durch alle vier Instrumente. Nicht länger der „Kampf“ zwischen den Instrumenten, sondern das Zusammenspiel steht hier im Vordergrund. Im Trio wird die stark hervortretende ersten Violine durch tanzartige Motive begleitet, bis das wieder eingeführte Eingangsmotiv den Satz beschließt.

### Dritter Satz
Der dritte Satz wurde von Beethoven mit dem Zusatz „Heiliger Dankgesang eines Genesenen an die Gottheit, in der lydischen Tonart“ versehen, der indirekt darauf verweist, dass er zur Zeit der Komposition selbst an einer schweren Krankheit litt und seine Arbeit 1825 gar für mehrere Wochen unterbrechen musste. Nach Auskurierung seiner Krankheit komponierte Beethoven für seinen Arzt, Prof. Braunhofer, einen Kanon: „Doktor sperrt das Thor dem Todt, Note hilft auch aus der Not“ (WoO 189). Die Dankbarkeit über seine Genesung, die Beethoven in dem Kanon noch scherzhaft ausgedrückt hatte, fand nun auf ernsthafte Weise Eingang in das a-Moll-Quartett.
Die den Satz bestimmenden choralartigen Sequenzen (deren Eindruck durch Einsatz der lydischen Kirchentonart verstärkt wird), werden immer wieder von energischen Passagen, die Beethoven selbst mit dem Vermerk „Neue Kraft fühlend“ versehen hat, unterbrochen. Zum Schluss wird das Anfangsthema erneut, jedoch diesmal, wie von Beethoven vermerkt „mit innigster Empfindung“ vorgetragen, und die Musik klingt im Pianissimo aus.
Die Entscheidung, in diesem Satz eine etwas ungewöhnliche Tonart zu verwenden, lag in Beethovens damaligen Interesse am Schaffen des italienischen Komponisten Giovanni Pierluigi da Palestrina begründet, die von Raphael Georg Kiesewetters historischen Hauskonzerten in Wien gefördert wurde. Ein allgemein wieder erwachendes Interesse an dem „Palaestrina-Stil“ war bereits von Wilhelm Heinrich Wackenroder (ab 1797) und E. T. A. Hoffmann (ab 1814) begründet worden.
Es wurde vermutet, Beethoven hätte in dem Satz eine Melodie von Palestrina verwendet; Skizzen weisen diese jedoch als eine Erfindung Beethovens aus. Bereits 1818 hatte Beethoven eine Sinfonie als „frommer Gesang in einer Sinfonie in den alten Tonarten“ geplant, aber nicht umgesetzt. Neffe Karl konnte Beethoven nicht nur mitteilen, „daß viele Stellen mit Ausrufungen begleitet wurden, und beym Weggehn sprachen die Leute von der Schönheit des neuen Quartetts. Schuppanzigh will sie deßwegen über 14 Tage wieder geben“, sondern auch, dass „Man bewunderte, wie viel Du mit den wenigen Tönen gemacht hast, die Dir in der lydischen Tonart verstattet waren“.

### Vierter Satz
Der vierte Satz, ein in Staccato gehaltener Marsch, scheint dem Werk wieder einen heiteren Charakter zu verleihen, bricht jedoch schon nach kurzer Zeit ab, um zum fünften Satz überzuleiten (am Ende spielt die zweite Violine ihre ersten beiden Noten des fünften Satzes bereits vorweg).
Ursprünglich waren die Bestandteile des Satzes, „Alla Marcia“ und „Piú Allegro“, zwei eigenständige Satze, doch hat Beethoven beide dann zu einem Satz zusammengezogen, wahrscheinlich, um den dritten Satz in den Mittelpunkt zu stellen.

### Fünfter Satz

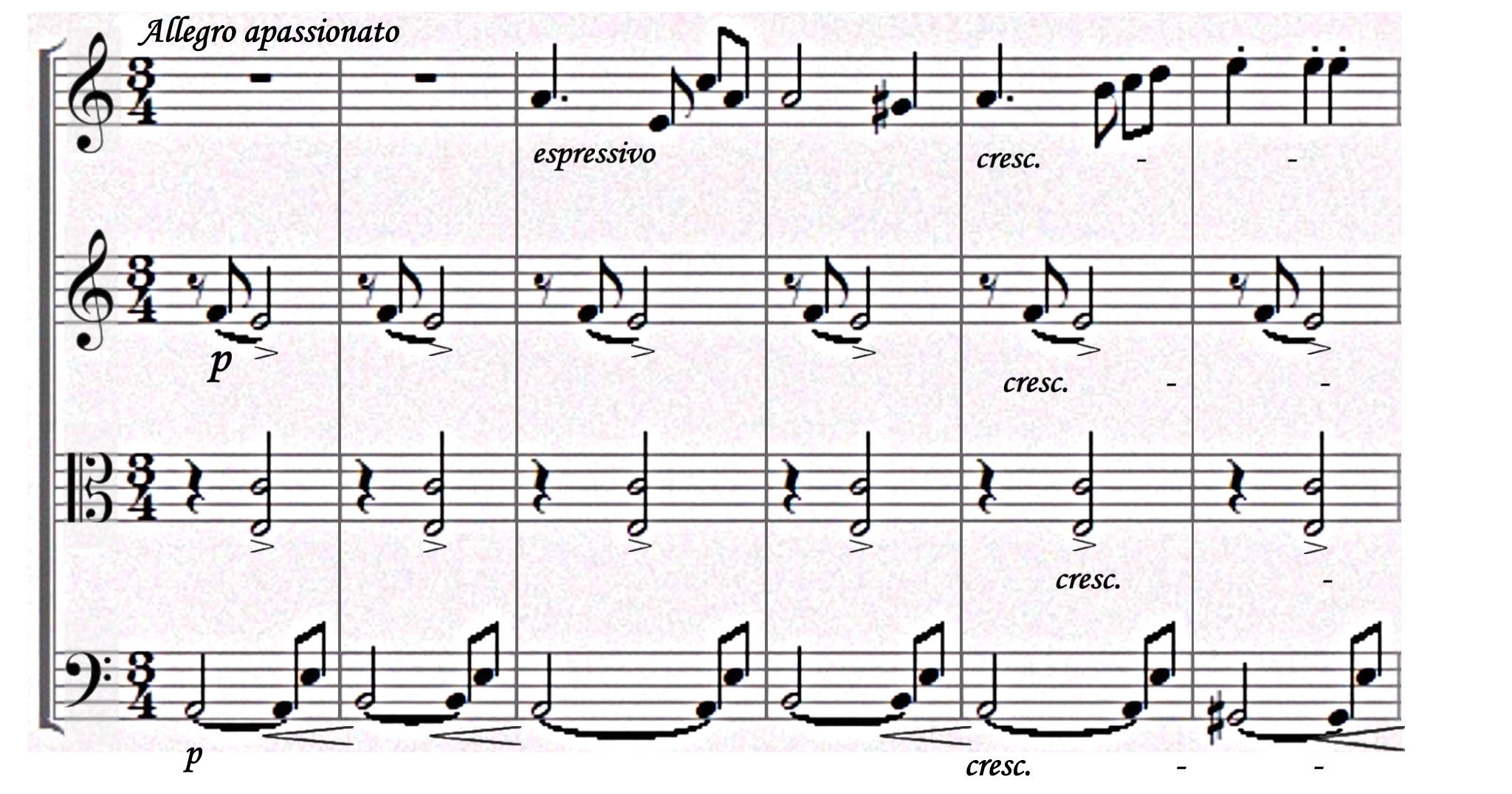
Takt 1–6 des 5. Satzes

Der fünfte Satz, wieder in a-Moll gehalten, bringt die emotionale Spannung des 3. Satzes wieder zurück. Cello, Viola und die 2. Violine ergänzen sich zu einem treibenden, immer wiederkehrenden Begleitmotiv, über das die 2. Violine eine klagende, fast gesanghafte Melodie spielt (Ein Thema, das Beethoven ursprünglich für den letzten Satz seiner 9. Sinfonie vorgesehen hatte). Gegen Ende des Satzes erhöht sich das Tempo (Presto) und das Klage-Motiv der 2. Violine wird durch Transposition nach A-Dur ins Gegenteil verkehrt. Dieses neue Thema, das nun ein fröhliches Ende des Streichquartetts vorausdeutet, wird kurze Zeit später jedoch wieder leiser und scheint schließlich fast zu verklingen. Beethoven lässt den Hörer hier glauben, der Satz sei beendet, und fügt sogar eine Schlusswendung ein. Diese wird jedoch abrupt von dem wieder einsetzenden „A-Dur-Thema“ unterbrochen und taucht erst nach dessen Durchführung wieder auf, um den Satz diesmal tatsächlich zu beenden.

## Wirkung
Zunächst erlebte das Quartett am 9. und am 11. September 1825 unter Beethovens Anwesenheit zwei Probeaufführungen im Gasthaus »Zum Wilden Mann« für den Verleger Maurice Schlesinger und einige enge Freunde, über die Karl Holz berichtete: „Mylord hat heute besser gespielt als je. Stellen, wie das recitativ kann keiner so spielen. Er hat das, was kein anderer lernen kann; dafür hat er auch weiter nichts gelernt“.
Öffentlich uraufgeführt wurde das Quartett am 6. November 1825 vom Schuppanzigh-Quartett in Wien. Über diese Uraufführung berichtete Neffe Karl seinem Onkel: „Das Quartett wurde sehr beklatscht, auch ging es sehr gut zusammen und Linke spielte beßer als je“.
Die „Allgemeine musikalische Zeitung“ schrieb dazu: 

„Was unser musikalischer Jean Paul hier gegeben hat, ist abermals gross, herrlich, ungewöhnlich, überraschend und originell, muss aber nicht nur öfters gehört, sondern ganz eigentlich studirt werden. Offenbar ward durch das vorhergehende Trio, welches mit seiner naiven Natürlichkeit, mit dem reizenden Colorit, den lieblichen Melodien der pikanten Würze, alle Anwesenden bezauberte, die rege Empfänglichkeit für das Nachfolgende beeinträchtigt. Der vorherrschende düstere Charakter des Ganzen, eine, bey der mannigfaltigsten Ausarbeitung nicht zu beseitigende Einförmigkeit in dem sehr langen Adagio, welches mit seinem fremdartigen H in der F Scala dem Componisten im Fortschreiten fühlbare Fesseln anlegte, freylich aber auch die unerträgliche Hitze in dem niedrigen, gedrängt vollen Saale, nebst einigen Nebenumständen mochten die Ursache seyn, wesshalb dieses jüngste Geisteskind des unerschöpflich fruchtbaren Meisters nicht jene allgemeine Sensation machte, welche mehre Auserwählte, die früheren Aufführungen in geschlossenen Familienzirkeln beigewohnt hatten, vorher verkündeten.“

Erst nach Beethovens Tod wurde das Quartett vom Schlesinger-Verlag gedruckt.
Laut einer Statistik des Kardiologen und Amateurquartettisten Ivan Mahaim wurde das Streichquartett op. 132 in den ersten 50 Jahren nach seiner Entstehung 274 Mal aufgeführt.

### Belege
- Matthias Moosdorf: Ludwig van Beethoven. Die Streichquartette Bärenreiter; 1. Aufl. 26. Juni 2007, ISBN 978-3-7618-2108-4.
- Gerd Indorf: Beethovens Streichquartette: Kulturgeschichtliche Aspekte und Werkinterpretation Rombach; 2. Auflage 31. Mai 2007, ISBN 978-3-7930-9491-3.
- Harenberg Kulturführer Kammermusik, Bibliographisches Institut & F. A. Brockhaus AG, Mannheim, 2008, ISBN 978-3-411-07093-0
- Jürgen Heidrich: Die Streichquartette, in: Beethoven-Handbuch, Bärenreiter-Verlag Karl Vötterle GmbH & Co. KG, Kassel, 2009, ISBN 978-3-476-02153-3, S. 173–218
- Lewis Lockwood: Beethoven: Seine Musik – Sein Leben. Metzler, 2009, ISBN 978-3-476-02231-8, S. 344–383

### Weiterführende Literatur
- Theodor Helm: Beethoven's Streichquartette. Versuch einer technischen Analyse dieser Werke im Zusammenhang mit ihrem geistigen Inhalt, Leipzig 1885, ³1921.
- Ludwig van Beethoven: Werke. Neue Ausgabe sämtlicher Werke, Abteilung VI, Band 5, Streichquartette III (op. 127–135), hrsg. vom Beethoven-Archiv Bonn (J. Schmidt-Görg u. a.), München Duisburg 1961ff.
- Lev Ginsburg: Ludwig van Beethoven und Nikolai Galitzin, in: Beethoven-Jahrbuch 1959/60, hrsg. von Paul Mies und Joseph Schmidt-Gorg, Bonn 1962
- Ivan Mahaim: Naissance et Renaissance des Derniers Quartuors, 2 Bände, Paris 1964
- Joseph Kerman: The Beethoven Quartets, New York 1967
- Ekkehard Kreft: Die späten Quartette Beethovens. Substanz und Substanzverarbeitung, Bonn 1969
- Arno Forchert: Rhythmische Probleme in Beethovens späten Streichquartetten, in: Bericht über den internationalen musikwissenschaftlichen Kongreß Bonn, 1970, Kassel u. a., 1971, S. 394–396
- Rudolf Stephan: Zu Beethovens letzten Quartetten, in: Die Musikforschung, 23. Jahrgang 1970, S. 245–256
- Emil Platen: Ein Notierungsproblem in Beethovens späten Streichquartetten, in: Beethoven-Jahrbuch 1971/72, hrsg. von Paul Mies und Joseph Schmidt-Görg, Bonn 1975, S. 147–156
- Emil Platen: Über Bach, Kuhlau und die thematisch-motivische Einheit der letzten Quartette Beethovens, in: Beiträge zu Beethovens Kammermusik. Symposion Bonn 1984. Veröffentlichungen des Beethoven-Hauses Bonn. Neue Folge, 4. Reihe, Band 10, hrsg. von Sieghard Brandenburg und Helmut Loos. München 1987, S. 152–164
- Ulrich Siegele: Beethoven. Formale Strategien der späten Quartette. Musik-Konzepte, hrsg. von Heinz-Klaus Metzger und Rainer Riehn, Heft 67/68, München 1990
- Nicole Schwindt-Gross: Zwischen Kontrapunkt und Divertimento. Zum zweiten Satz aus Beethovens Streichquartett op. 132, in: Studien zur Musikgeschichte. Eine Festschrift für Ludwig Finscher, hrsg. von Annegrit Laubenthal, Kassel/Basel u. a. 1995, S. 446–455
- Manfred Hermann Schmid: Streichquartett a-Moll op. 132, in: Beethoven. Interpretationen seiner Werke, hrsg. von A. Riethmüller u. a., 2 Bände, Laaber, ²1996, Band 2, S. 326–337
- Ludwig van Beethoven, Text/Libretti: „String Quartets“, hrsg. von Brilliant Classics, 2008, S. 10, 11